# がむしゃら屋
『がむしゃら屋』（がむしゃらや）は、日本テレビ系列で2021年9月11日から9月25日まで土曜0:30 - 0:59（金曜深夜）に放送されていたバラエティ番組。

## 出演者
スタジオ出演
- ぺこぱ（シュウペイ・松陰寺太勇）
- 後藤拓実（四千頭身）
- 須田亜香里（SKE48）

進行
- 黒田みゆ、小髙茉緒（いずれも日本テレビアナウンサー）

## スタッフ
- 企画・総合演出：石田昌浩
- ナレーター：村瀬歩
- 構成：小林清人、大平将貴
- TM：村上正
- CAM：本多晋、大塚慶、清水智哉
- AUD：門田夏樹
- VE：玉那覇実夢
- CA：小川秋桜、田邊萌
- 美術プロデューサー：稲本浩
- メイク：奥松かつら
- 編集：麒麟スタジオ、ヴェルト汐留
- 音効：西方裕弥
- リサーチ：K-WORK
- TK：山沢啓子
- デスク：難波亜矢
- AD：中村愛奈、江尻知遥、伊原早紀
- ディレクター：藤本俊介、早川美緒
- 演出：中沖嵩博
- プロデューサー：杉山直樹、石野浩史、鈴木麻衣子
- チーフプロデューサー：江成真二
- 制作協力：厨子王
- 製作著作：日本テレビ